# Chiesa di San Rocco (Pergine Valsugana, Canezza)
La chiesa di San Rocco è la parrocchiale a Pergine Valsugana, nella frazione di Canezza, in Trentino. Risale al XV secolo.

## Storia

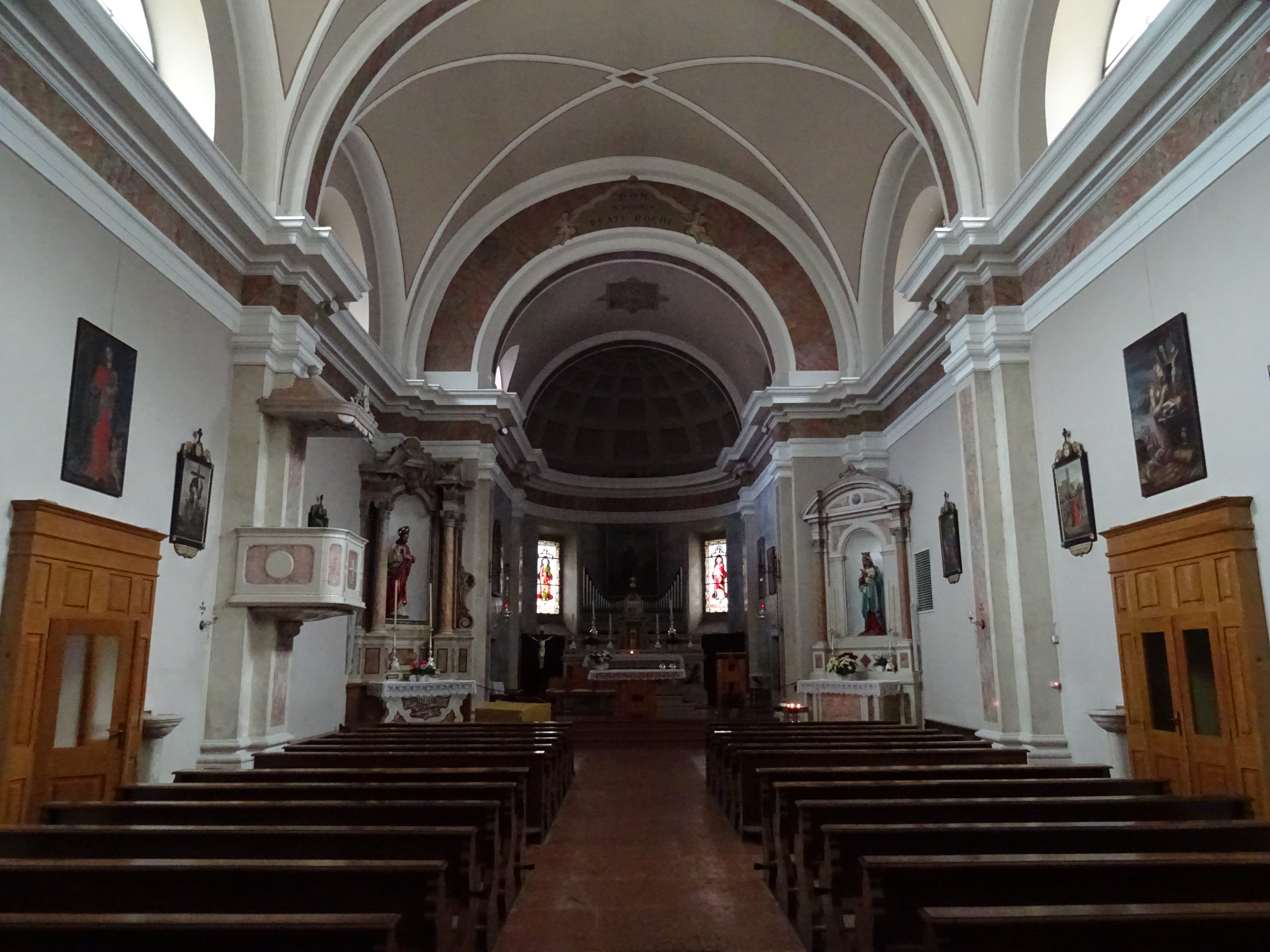
Interno

La prima citazione relativa alla chiesa, pervenuta a livello documentale, risale al 1522, e quasi certamente l'edificio esisteva sin dal XV secolo.
Attorno alla fine del XVI secolo fu oggetto di interventi per la decorazione dei suoi interni con affreschi e, alcuni anni dopo, venne eretta la torre campanaria.
Subito dopo il 1623, su precise disposizioni ricevute durante una visita pastorale, gli affreschi dipinti pochi decenni prima vennero imbiancati (saranno recuperati solo in tempi recenti, durante un restauro).
Verso la fine del XVII secolo furono effettuati lavori di ristrutturazione e, nel 1717, la chiesa ebbe la concessione del fonte battesimale.
Durante la prima metà del XIX secolo l'intera struttura venne riedificata e della chiesa primitiva rimase solo la parte che fu utilizzata come nuova sacrestia. Il progetto venne quasi certamente affidato all'architetto Claricini e durante il periodo nel quale rimase aperto il cantiere venne rimaneggiata anche la torre campanaria.

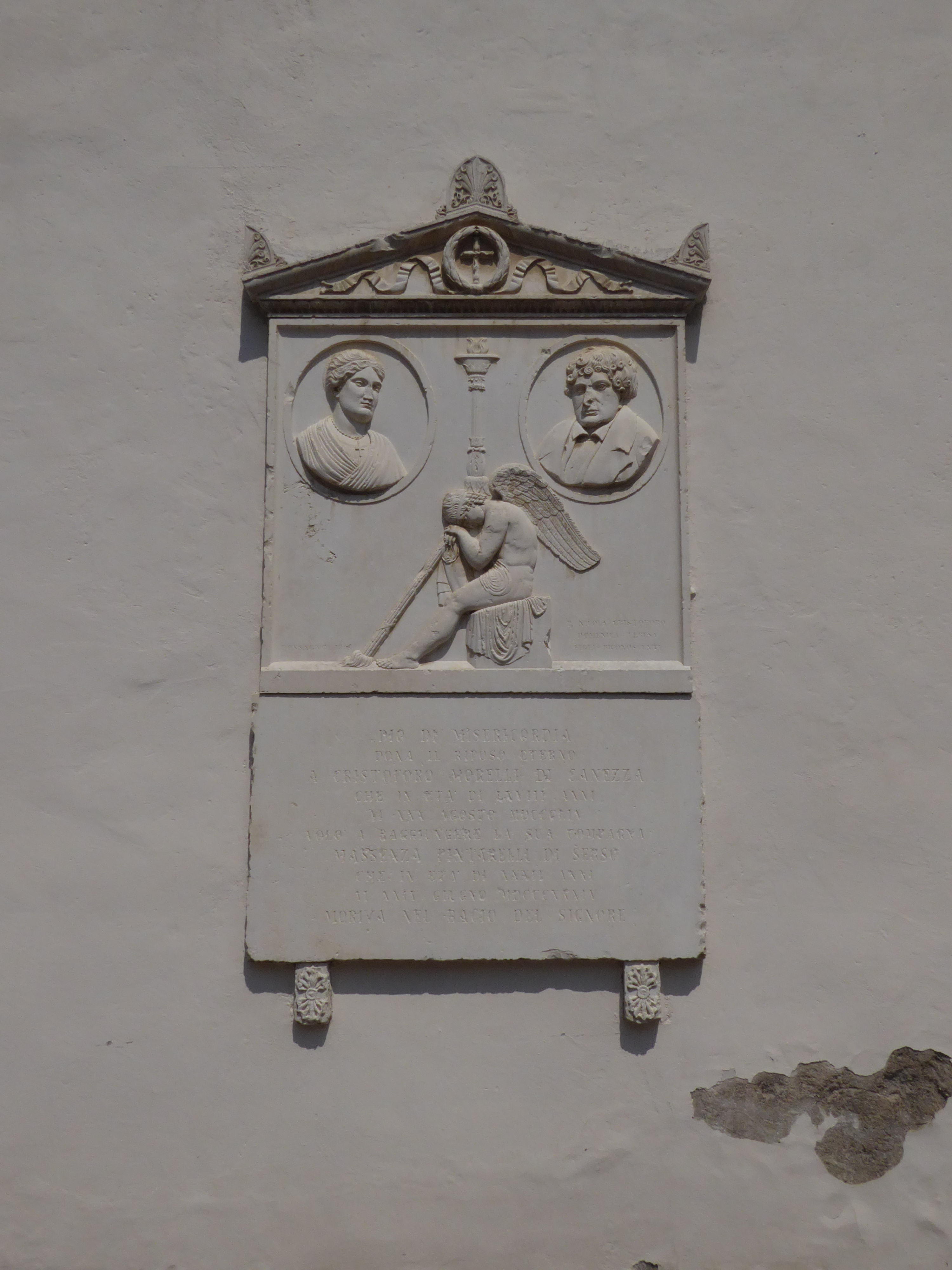
Monumento funebre a ricordo di Massenza Pintarelli e Cristoforo Morelli.

La consacrazione venne celebrata nel 1852 dal vescovo di Trento Giovanni Nepomuceno de Tschiderer che vi si recò in visita pastorale. I lavori strutturali terminarono tuttavia solo nel 1864 mentre la torre campanaria, entro la fine del secolo, venne in parte demolita e ricostruita.
Durante il XX secolo le nuove parti absidali e presbiteriali vennero decorate ad affresco, e in epoca successiva tali dipinti furono imbiancati.
Ottenne dignità parrocchiale nel 1943; inoltre, tra gli anni sessanta ed il 2000, Canezza divenne sede di decanato.
Con gli adeguamenti liturgici vennero rimosse le balaustre e contemporaneamente gli interni furono imbiancati. Verso la fine del secolo fu necessario riparare la torre campanaria danneggiata da eventi atmosferici e con tale intervento vennero riviste le coperture e rinnovati gli impianti.  Gli ultimi restauri sono stati realizzati nel 2004, quando si è protetta la pavimentazione dalle infiltrazioni di acqua e si è installato un nuovo impianto di riscaldamento.

## Descrizione
Sulla fiancata è murata un monumento funebre con due medaglioni a ricordo di Cristoforo Morelli e della consorte Massenza Pintarelli. La pala d'altare è attribuita a De Guarneri.